# Saison 3 de Designated Survivor
Chronologie
Saison 2
Cet article présente le guide des épisodes de la troisième et dernière saison de la série télévisée américaine Designated Survivor

## Distribution

### Acteurs principaux
- Kiefer Sutherland : Thomas Adam « Tom » Kirkman, le 46e président des États-Unis[1]
- Adan Canto : Aaron Shore, conseiller à la sécurité nationale et candidat à la vice-présidence des États-Unis[1]
- Italia Ricci : Emily Rhodes, conseillère spéciale du président et porte-parole de la campagne présidentielle[1]
- Kal Penn : Seth Wright, le porte-parole de la Maison-Blanche et directeur de la communication de la Maison Blanche[1]
- Maggie Q : Hannah Wells, agent spécial de la Central Intelligence Agency (CIA)[1]
- Julie White : Lorraine Zimmer, la directrice de la campagne présidentielle de Kirkman